# Johann Dzierzon
Johann Dzierzon (Łowkowice, 16 gennaio 1811 – Łowkowice, 26 ottobre 1906) è stato un entomologo e zoologo polacco.

## Biografia
Nacque nel villaggio di Łowkowice, nei pressi di Kluczbork, dove i suoi genitori possedevano una fattoria. Nel 1833 si laureò presso l'Università di Breslavia, presso la facoltà di teologia cattolica. Nel 1834 divenne cappellano a Siołkowice.

## Carriera scientifica
Nel suo alveare, Dzierzon studiò la vita sociale delle api e costruì diversi alveari sperimentali. Nel 1838 ha ideato il primo pratico alveare mobile-pettine, che ha permesso la manipolazione dei singoli favi senza distruggere la struttura dell'alveare. Il suo progetto guadagnò rapidamente popolarità in Europa e Nord America.
Nel 1835 Dzierzon scoprì che i fuchi erano prodotti da uova non fecondate. I suoi risultati causarono una rivoluzione negli incroci delle ape e può aver influenzato Gregor Mendel nella ricerca genetica pionieristica. La teoria rimase controversa fino al 1906, l'anno della morte di Dzierzon, quando fu finalmente accettata dagli scienziati in una conferenza a Marburgo. Nel 1853 ha acquisito una colonia di api italiane da utilizzare come marcatori genetici nella sua ricerca, e inviò la loro progenie "in tutti i paesi d'Europa, e anche in America". Nel 1854 ha scoperto il meccanismo di secrezione della pappa reale e il suo ruolo nello sviluppo delle api regine. Con le sue scoperte e le innovazioni, Dzierzon divenne famoso in tutto il mondo.
Le sue scoperte relative alla riproduzione asessuata, così come il suo interrogatorio sull'infallibilità papale, vennero respinti dalla Chiesa, che nel 1869 lo ritirò dal sacerdozio. Questo disaccordo, insieme al suo impegno pubblico nella politica locale, portarono, nel 1873, alla sua scomunica, ma nel mese di aprile 1905 si riconciliò con la Chiesa cattolica romana.

## Morte
Morì a Łowkowice, il 26 ottobre 1906 e viene sepolto nel cimitero locale.
È considerato il padre della moderna apicoltura. La maggior parte degli alveari moderni derivano dalla sua progettazione. A causa di barriere linguistiche, Dzierzon non era a conoscenza delle conquiste del suo contemporaneo, Lorenzo Lorraine Langstroth, il "padre dell'apicoltura moderna" americana, anche se Langstroth ha avuto accesso alle traduzioni delle opere di Dzierzon. I manoscritti, le lettere, i diplomi e le copie originali delle sue opere sono stati date a un museo polacco dal nipote, Franciszek Dzierzon.
Nel 1936 i tedeschi ribattezzarono la città natale di Dzierzon, in Bienendorf ("Bee Village"), in riconoscimento del suo lavoro con l'apicoltura. A quel tempo, il governo nazista stava cambiando molti nomi slavi. Dopo la regione passò sotto il controllo polacco dopo la seconda guerra mondiale, il villaggio sarebbe stato rinominato Łowkowice.
Dopo l'invasione della Polonia, molti oggetti legati a Dzierzon vennero distrutti dai tedeschi, il 1 dicembre 1939, nel tentativo di nascondere le sue radici polacche.
Nel 1962 venne creato il Museo dell'Apicoltura nella sua casa.